# 松本盆地

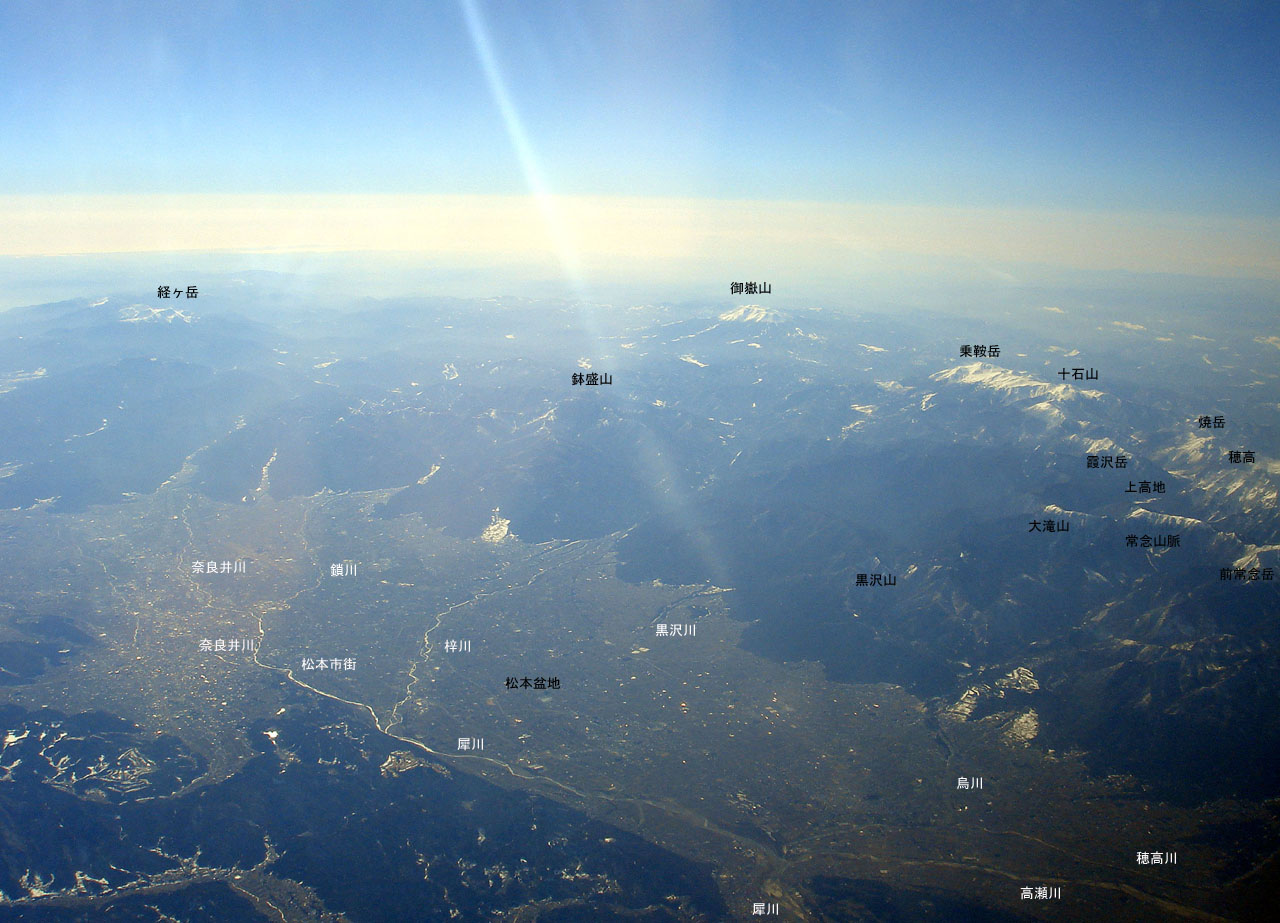
松本盆地

松本盆地是由長野縣松本市市區以及其周邊地區所組成的盆地。盆地內夾梓川、犀川等河川，並被分為松本市、鹽尻市周邊的松本平(筑摩野)以及安曇野市周邊的安曇平(安曇野)。
在江戶時代，除了少數天領、旗本領及其他藩的飛地外，大多屬於松本藩。區域內人口約40萬人。為縣歌「信濃之國」中提及的「四つの平」中面積最大者。

## 地理
松本盆地海拔約從500m到800m。過去曾位於海底。周邊聳立著北阿爾卑斯(3000m級)、上高地及美原(2000m級)等山地。有著因梓川、奈良井川等河川形成的沖積扇與河階。風景名勝安曇野也位於此地。
有國道19號、國道147號、國道158號、JR篠之井線、JR大糸線、長野自動車道等交通幹道通過。